# Рудовка (Черниговская область)
Рудо́вка (укр. Рудівка) — село в Прилукском районе Черниговской области Украины на реке Руда. Население — 926 человек. Занимает площадь 6,832 км².
Код КОАТУУ: 7424187601. Почтовый индекс: 17570. Телефонный код: +380 4637.

## География
Рудовка — село, центр сельского Совета. Расположена на речке Руда, в 18 км от районного центра и железнодорожной станции Прилуки. Расстояние до районного центра: Прилуки: (15 км). Расстояние до областного центра: Чернигов (119 км). Расстояние до столицы: Киев (118 км). Расстояние до аэропортов: Борисполь (94 км). Ближайшие населенные пункты: Кроты и Покровка — 4 км, Пролетарское и Каневщина 5 км.

## Власть
Орган местного самоуправления — Рудовский сельский совет. Почтовый адрес: 17570, Черниговская обл., Прилукский р-н, с. Рудовка, ул. Рудовская, 8.

## История
Первое письменное упоминание о Рудовке относится к 1629 г. Во время революции 1905—1907 гг. крестьяне захватывали помещичьи земли и имущество. В октябре 1905 г. в селе произошло выступление крестьян, которое было подавлено карателями, прибывшими из Полтавы. 50 руководителей и активных участников его отправили на каторгу в Сибирь. Советская власть установлена в январе 1918 г. В годы Великой Отечественной войны против фашистов сражались 855 местных жителей, 150 из них за проявленные доблесть и отвагу награждены орденами и медалями СССР, 386 — погибли. Во время оккупации села гитлеровцы расстреляли 16 мирных жителей, 85 вывезли на каторжные работы в Германию. В честь воинов-односельчан и партизан, павших в борьбе с захватчиками, а также воинов, погибших при освобождении села от врага, установлены обелиск и памятник.